# Roning under sommer-OL 2008 - Dobbeltfirer kvinder
Konkurrencen i dobbeltfirer for kvinder er en af disciplinerne ved roning under Sommer-OL 2008 og bliver afholdt fra 10. til 17. august på Shunyi olympiske ro- og kajakstadion.
| Dato                     | Tid         | Tid         | Runde            |
| Dato                     | Lokal       | Dansk       | Runde            |
| ------------------------ | ----------- | ----------- | ---------------- |
| Søndag, 10. august 2008  | 16:30-16:50 | 10:30-10:50 | Indledende heats |
| Tirsdag, 12. august 2008 | 16:50-17:00 | 10:50-11:00 | Opsamlingsheat   |
| Lørdag, 16. august 2008  | 15:00-15:10 | 09:00-09:10 | Finale B         |
| Søndag, 17. august 2008  | 16:30-16:40 | 10:30-10:40 | Finale A         |

## Indledende heats
Kvalifikationsregler:
- 1 går videre til finale A (FA)
- 2+ går videre til opsamlingsheat (O)

### 1. heat
| Plac. | Roere                                           | Land    | Tid     | Noter |
| ----- | ----------------------------------------------- | ------- | ------- | ----- |
| 1     | Tang, Xi, Jin, Zhang                            | Kina    | 6:11.83 | FA    |
| 2     | Spiryukhova, Olefirenko, Lyal’chuk, Kolesnikova | Ukraine | 6:17.84 | O     |
| 3     | de Jong, de Zwager, Hanson, Guloien             | Canada  | 6:23.27 | O     |
| 4     | Kalinovskaya, Dorodnova, Merk, Levina           | Rusland | 6:26.21 | O     |

### 2. heat
| Plac. | Roere                             | Land           | Tid     | Noter |
| ----- | --------------------------------- | -------------- | ------- | ----- |
| 1     | Vernon, Flood, Houghton, Grainger | Storbritannien | 6:13.70 | FA    |
| 2     | Oppelt, Lutze, Boron, Schiller    | Tyskland       | 6:15.26 | O     |
| 3     | Pernell, Meyer, Kaido, Shumway    | USA            | 6:19.89 | O     |
| 4     | Ives, Hore, Uphill, Bradley       | Australien     | 6:20.95 | O     |

## Opsamlingsheat
Kvalifikationsregler:
- 1-4 går videre til finale A (FA)
- 5+ går videre til finale B (FB)

| Plac. | Roere                                           | Land       | Tid     | Noter |
| ----- | ----------------------------------------------- | ---------- | ------- | ----- |
| 1     | Oppelt, Lutze, Boron, Schiller                  | Tyskland   | 6:36.17 | FA    |
| 2     | Pernell, Meyer, Kaido, Shumway                  | USA        | 6:39.53 | FA    |
| 3     | Ives, Hore, Uphill, Bradley                     | Australien | 6:41.39 | FA    |
| 4     | Spiryukhova, Olefirenko, Lyal’chuk, Kolesnikova | Ukraine    | 6:41.45 | FA    |
| 5     | de Jong, de Zwager, Hanson, Guloien             | Canada     | 6:46.60 | FB    |
| 6     | Kalinovskaya, Dorodnova, Merk, Levina           | Rusland    | 6:51.14 | FB    |

## Finaler

### Finale B
| Plac. | Roere                                 | Land    | Tid     | Noter |
| ----- | ------------------------------------- | ------- | ------- | ----- |
| 1     | Kalinovskaya, Dorodnova, Merk, Levina | Rusland | 6:28.10 |       |
| 2     | de Jong, de Zwager, Hanson, Guloien   | Canada  | 6:28.78 |       |

### Finale A
| Plac. | Roere                                           | Land           | Tid     | Noter |
| ----- | ----------------------------------------------- | -------------- | ------- | ----- |
|       | Tang, Xi, Jin, Zhang                            | Kina           | 6:16.06 |       |
|       | Vernon, Flood, Houghton, Grainger               | Storbritannien | 6:17.37 |       |
|       | Oppelt, Lutze, Boron, Schiller                  | Tyskland       | 6:19.56 |       |
| 4     | Spiryukhova, Olefirenko, Lyal’chuk, Kolesnikova | Ukraine        | 6:20.02 |       |
| 5     | Pernell, Meyer, Kaido, Shumway                  | USA            | 6:25.86 |       |
| 6     | Ives, Hore, Uphill, Bradley                     | Australien     | 6:30.05 |       |